# Aulonocnemis pygidialis
Aulonocnemis pygidialis är en skalbaggsart som beskrevs av Antoine Boucomont 1931. Aulonocnemis pygidialis ingår i släktet Aulonocnemis och familjen Aulonocnemidae. Inga underarter finns listade.